# فرودگاه ملبورن
فرودگاه ملبورن (به انگلیسی: Melbourne Airport) (به زبان بومی: Tullamarine Airport) یک فرودگاه همگانی مسافربری با کد یاتا MEL است که یک باند فرود آسفالت دارد و طول باند آن ۲۲۸۶ متر است. این فرودگاه در شهر ملبورن کشور استرالیا قرار دارد و در ارتفاع ۱۳۲ متری از سطح دریا واقع شده‌است.

## شرکت‌های هواپیمایی و مقصدهای پروازی

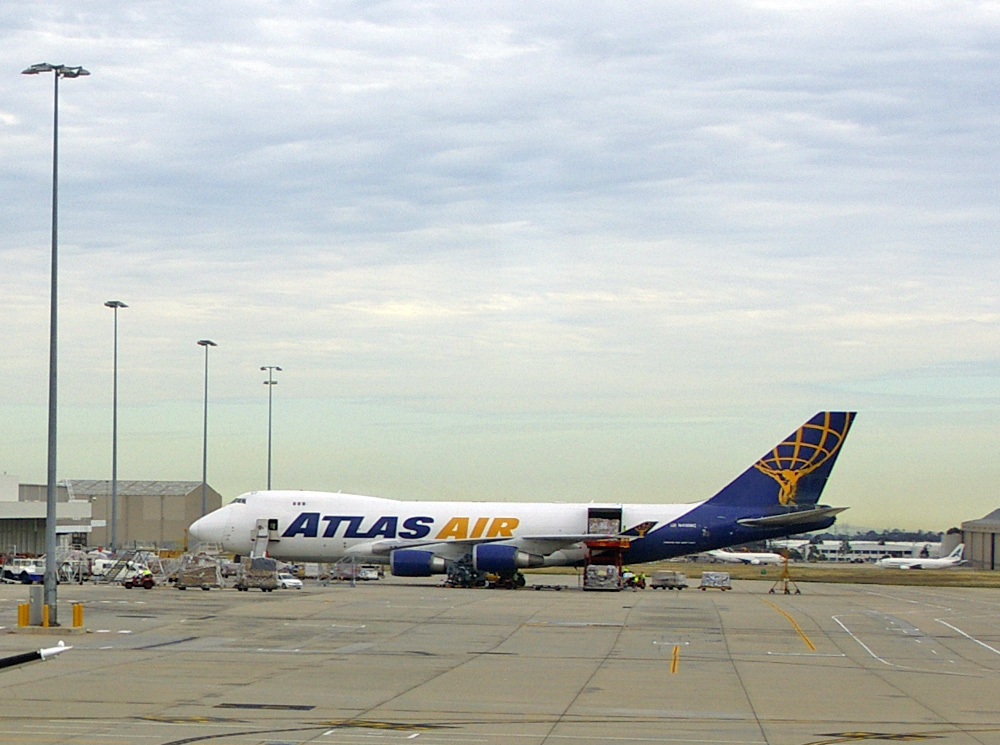
بوئینگ ۷۴۷ اطلس ایر،درحال بارگیری در فرودگاه ملبورن

| شرکت‌های هواپیمایی                              | مقصدهای پروازی | پایانه |
| ---------------------------------------------- | --- | ------ |
| ایرآسیا ایکس                                   | فرودگاه بین‌المللی کوالالامپور | ۲      |
| ایرکالین                                       | فرودگاه بین‌المللی لا تنتوتا | ۲      |
| ایر چاینا                                      | فرودگاه بین‌المللی پکن، فرودگاه بین‌المللی شانگهای پودنگ | ۲      |
| ایر ایندیا                                     | فرودگاه بین‌المللی ایندیرا گاندی | ۲      |
| Airnorth                                       | Toowoomba-Brisbane West Wellcamp | ۴      |
| ایر نیوزیلند                                   | فرودگاه اوکلند، فرودگاه بین‌المللی کرایست‌چرچ، فرودگاه کوئینزتاون، فرودگاه بین‌المللی ولینگتون | ۲      |
| کاتای پاسیفیک                                  | فرودگاه بین‌المللی هنگ کنگ | ۲      |
| چاینا ایرلاینز                                 | فرودگاه بین‌المللی تائویوان تایوان فصلی: فرودگاه بین‌المللی کرایست‌چرچ | 2      |
| هواپیمایی شرقی چین                             | فرودگاه بین‌المللی شانگهای پودنگ | ۲      |
| هواپیمایی شرقی چین اجرا توسط شانگهای ایرلاینز  | فرودگاه بین‌المللی شانگهای پودنگ | ۲      |
| هواپیمایی جنوبی چین                            | فرودگاه بین‌المللی بایون گوآنگجو | ۲      |
| هواپیمایی امارات                               | فرودگاه اوکلند، فرودگاه بین‌المللی دوبی، فرودگاه بین‌المللی کوالالامپور، فرودگاه چانگی سنگاپور | ۲      |
| هواپیمایی اتحاد                                | فرودگاه بین‌المللی ابوظبی | ۲      |
| فیجی ایرویز                                    | فرودگاه بین‌المللی نادی | ۲      |
| گارودا ایندونزیا                               | فرودگاه بین‌المللی انگوراه رای، فرودگاه بین‌المللی سوئکارنو-هتا | ۲      |
| اندونزی ایرآسیا ایکس                           | فرودگاه بین‌المللی انگوراه رای | 2      |
| جت‌استار                                        | فرودگاه آدلاید، فرودگاه اولورو، فرودگاه بالینا بایرن گیتوی، فرودگاه بریزبن، فرودگاه کنز، فرودگاه بین‌المللی داروین، فرودگاه گولد کوست، فرودگاه بین‌المللی هوبارت، فرودگاه لانسستون، فرودگاه نیوکاسل (ویلیام تاون)، فرودگاه پرث، فرودگاه پروسرپاین-ویت ساندی کوست، فرودگاه سانشاین کوست، فرودگاه سیدنی، فرودگاه بین‌المللی تانزویل                              | ۴      |
| جت‌استار                                        | فرودگاه اوکلند، فرودگاه بریزبن، فرودگاه کنز، فرودگاه بین‌المللی سووارنابومی، فرودگاه بین‌المللی کرایست‌چرچ، فرودگاه بین‌المللی انگوراه رای، فرودگاه بین الملی هونولولو، فرودگاه بین‌المللی کانزای، فرودگاه بین‌المللی پوکت، فرودگاه کوئینزتاون، فرودگاه چانگی سنگاپور، فرودگاه سیدنی، فرودگاه بین‌المللی ناریتا، فرودگاه بین‌المللی ولینگتون                        | ۲      |
| هواپیمایی مالزی                                | فرودگاه بین‌المللی کوالالامپور | ۲      |
| هواپیمایی فیلیپین                              | فرودگاه بین‌المللی نینوی آکوئینو | ۲      |
| کانتاس                                         | فرودگاه آدلاید، فرودگاه آلیس اسپرینگز، فرودگاه بریزبن، فرودگاه بین‌المللی بروم، فرودگاه کنز، فرودگاه بین‌المللی کانبرا، فرودگاه بین‌المللی داروین، فرودگاه گولد کوست، فرودگاه گریت بریر ریف، فرودگاه پرث، فرودگاه بین‌المللی پورت هدلند، فرودگاه سیدنی | ۱      |
| کانتاس                                         | فرودگاه بین‌المللی دوبی، فرودگاه بین‌المللی هنگ کنگ، فرودگاه هیترو لندن، فرودگاه بین‌المللی لس‌آنجلس، فرودگاه چانگی سنگاپور | ۲      |
| کانتاس اجرا توسط جت‌کانکت                       | فرودگاه اوکلند، فرودگاه بین‌المللی ولینگتون | ۲      |
| کانتاس لینک اجرا توسط Cobham                   | فرودگاه بین‌المللی کانبرا، فرودگاه کوفس هاربر، فرودگاه بین‌المللی هوبارت | ۱      |
| کانتاس لینک اجرا توسط ایسترن استرالیا ایرلاینز | فرودگاه بین‌المللی کانبرا، فرودگاه دونپرت، فرودگاه لانسستون، فرودگاه میلدورا | ۱      |
| قطر ایرویز                                     | فرودگاه بین‌المللی حمد | ۲      |
| رجیونال اکسپرس ایرلاینز                        | فرودگاه البری، فرودگاه برنی، فرودگاه کینگ آیلند، فرودگاه مریمبولا، فرودگاه میلدورا، فرودگاه ماونت گمبیر، فرودگاه واگا واگا | ۴      |
| رویال برونئی                                   | فرودگاه بین‌المللی برونئی | ۲      |
| Scoot                                          | فرودگاه چانگی سنگاپور | ۲      |
| سیچوان ایرلاینز                                | فرودگاه بین‌المللی چنگدو شوانگلیو | ۲      |
| سنگاپور ایرلاینز                               | فرودگاه چانگی سنگاپور | ۲      |
| تای ایرویز اینترنشنال                          | فرودگاه بین‌المللی سووارنابومی | ۲      |
| Tigerair Australia اجرا توسط ویرجین استرالیا   | فرودگاه بین‌المللی انگوراه رای | ۲      |
| Tigerair Australia                             | فرودگاه آدلاید، فرودگاه بریزبن، فرودگاه کنز، فرودگاه کوفس هاربر فرودگاه گولد کوست، فرودگاه بین‌المللی هوبارت، فرودگاه پرث، فرودگاه سیدنی | ۴      |
| یونایتد ایرلاینز                               | فرودگاه بین‌المللی لس‌آنجلس | ۲      |
| ویتنام ایرلاینز                                | فرودگاه سایگون | ۲      |
| ویرجین استرالیا                                | فرودگاه آدلاید، فرودگاه بریزبن، فرودگاه کنز، فرودگاه بین‌المللی کانبرا، فرودگاه کوفس هاربر (پایان در ۲ آوریل ۲۰۱۶)، فرودگاه بین‌المللی داروین، فرودگاه گولد کوست، فرودگاه گریت بریر ریف، فرودگاه بین‌المللی هوبارت، فرودگاه کالگورلی-بولدر، فرودگاه لانسستون، فرودگاه میلدورا، فرودگاه نیوکاسل (ویلیام تاون)، فرودگاه پرث، فرودگاه سانشاین کوست، فرودگاه سیدنی | ۳      |
| ویرجین استرالیا                                | فرودگاه اوکلند، فرودگاه بین‌المللی کرایست‌چرچ، فرودگاه بین‌المللی نادی | ۲      |
| ژیامن ایرلاینز                                 | فرودگاه بین‌المللی زیامن گائوچی (آغاز از ۱ ژوئیه ۲۰۱۶) | ۲      |